# Rives (Isère)
Rives település Franciaországban, Isère megyében. Lakosainak száma 6599 fő (2022. január 1.). Rives Réaumont, Apprieu, Colombe, Beaucroissant, Renage és Charnècles községekkel határos.

## Népesség
A település népessége az elmúlt években az alábbi módon változott:
| Lakosok száma | 4589 | 5115 | 5403 | 5745 | 6012 | 6242 | 6476 | 6668 | 6645 | 6599 |
|               | 1968 | 1982 | 1990 | 2006 | 2013 | 2015 | 2017 | 2019 | 2020 | 2022 |